# Louise... l'insoumise
Louise... l'insoumise est un film français réalisé par Charlotte Silvera, sorti en 1985.

## Synopsis
En 1961, Louise, âgée de 10 ans, vit avec ses parents, juifs d'origine tunisienne, dans une cité de la banlieue parisienne. Elle entre en conflit avec sa mère, refusant la discipline imposée par les traditions religieuses : interdiction de sortir sauf pour l'école et les commissions, de manger autre chose que de la nourriture casher. C'en est trop pour Louise qui rêve de liberté, de jouer avec ses copines et de manger des rillettes ! L'école et la télévision lui permettent de découvrir le monde au-delà des interdits maternels.

## Fiche technique
- Titre : Louise... l'insoumise
- Réalisation : Charlotte Silvera
- Scénario : Josée Constantin et Charlotte Silvera
- Photographie : Dominique Le Rigoleur
- Montage :  Geneviève Louveau
- Musique : Jean-Marie Sénia
- Son : Claude Bertrand & Éric Vaucher
- Décors : Sylvain Chauvelot et Jérôme Clément
- Société de production : Gerland Productions
- Tournage en extérieurs à Saint-Gratien
- Pays d’origine :  France
- Format : Couleurs — 35 mm — monophonique
- Genre : comédie dramatique
- Durée : 100 minutes
- Date de sortie : France - 13 mars 1985
- Visa : 58928 (délivré le 12 décembre 1984)

## Distribution
- Catherine Rouvel : Edith, la mère de Louise
- Roland Bertin : le père de Louise
- Marie-Christine Barrault : Mme Royer
- Myriam Stern : Louise
- Joëlle Tami : Gisèle
- Deborah Cohen : Viviane
- Lucia Bensasson : la tante
- Dominique Bernard : l'oncle Gaston

## Distinctions

### Récompenses
- Prix Georges-Sadoul 1985
- Prix d'interprétation au Festival de Moscou 1985
- Grand Prix de Cadix

### Sélections
- Festivals de Berlin, San Francisco, Munich, Montréal et Melbourne